# 연방내무부 (독일)

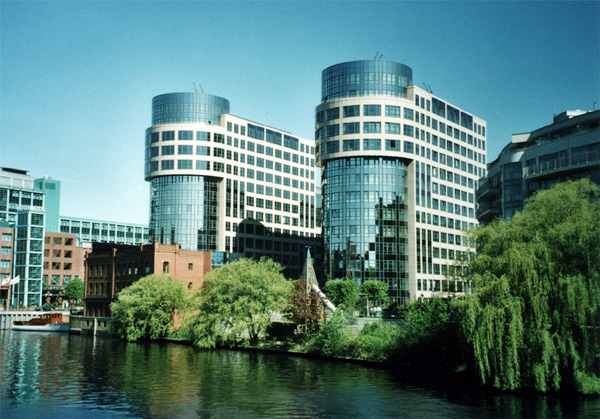

연방내무사회부(독일어: Bundesministerium des Innen und für Heimat)는 독일연방공화국 내 행정기관 중 하나로, 줄여서 내무부라고도 불린다. 독일 내 공무원, 치안, 이민, 재난, 스포츠 관련 정책을 맡고 있다. 현재 장관은 독일 사회민주당 소속의 낭시 페저이며, 베를린에 본부가 있다.

## 역대 장관

### 바이마르 공화국 (1919~1933년)
| 대수 | 대수 | 성명                      | 재임기간        | 재임기간         | 정당   | 총리 | 총리                     |
| ---- | ---- | ------------------------- | --------------- | ---------------- | ------ | ---- | ------------------------ |
|      | -    | 카를 제베링 (1875~1952)   | 1928년 6월 28일 | 1930년 3월 27일  | 사민당 |      | 헤르만 뮐러 (사민당)     |
|      | -    | 요제프 비르트 (1879~1956) | 1930년 3월 30일 | 1931년 10월 10일 | 중앙당 |      | 하인리히 브뤼닝 (중앙당) |

### 독일연방공화국 (1949년~)
| 성명                   | 재임기간         | 재임기간         |
| ---------------------- | ---------------- | ---------------- |
| 구스타프 하이네만      | 1949년 9월 20일  | 1950년 10월 11일 |
| 로베르트 레어          | 1950년 10월 13일 | 1953년 10월 20일 |
| 게르하르트 슈뢰더      | 1953년 10월 20일 | 1961년 11월 14일 |
| 헤르만 회헤를          | 1961년 11월 14일 | 1965년 10월 20일 |
| 파울 뤼케              | 1965년 10월 20일 | 1968년 4월 2일   |
| 에른스트 벤다          | 1968년 4월 2일   | 1969년 10월 20일 |
| 한스디트리히 겐셔      | 1969년 10월 21일 | 1974년 5월 15일  |
| 베르너 마이호퍼        | 1974년 5월 16일  | 1978년 6월 8일   |
| 게르하르트 루돌프 바움 | 1978년 6월 8일   | 1982년 9월 17일  |
| 위르겐 슈무데          | 1982년 9월 17일  | 1982년 10월 4일  |
| 프리드리히 치머만      | 1982년 10월 4일  | 1989년 4월 21일  |
| 볼프강 쇼이블레        | 1989년 4월 21일  | 1991년 11월 26일 |
| 루돌프 자이터스        | 1991년 11월 26일 | 1993년 7월 7일   |
| 만프레트 칸터          | 1993년 7월 7일   | 1998년 10월 27일 |
| 오토 실리              | 1998년 10월 27일 | 2005년 11월 22일 |
| 볼프강 쇼이블레        | 2005년 11월 22일 | 2009년 10월 28일 |
| 토마스 데 메지에어     | 2009년 10월 28일 | 2011년 3월 3일   |
| 한스페터 프리드리히    | 2011년 3월 3일   | 2013년 12월 17일 |
| 토마스 데 메지에어     | 2013년 12월 17일 | 2018년 3월 14일  |
| 호르스트 제호퍼        | 2018년 3월 14일  | 2021년 12월 8일  |
| 낭시 페저              | 2021년 12월 8일  | 현직             |